# Distocupes varians
Distocupes varians is een keversoort uit de familie Cupedidae. De wetenschappelijke naam van de soort is voor het eerst geldig gepubliceerd in 1902 door Lea.